# Eurytmi

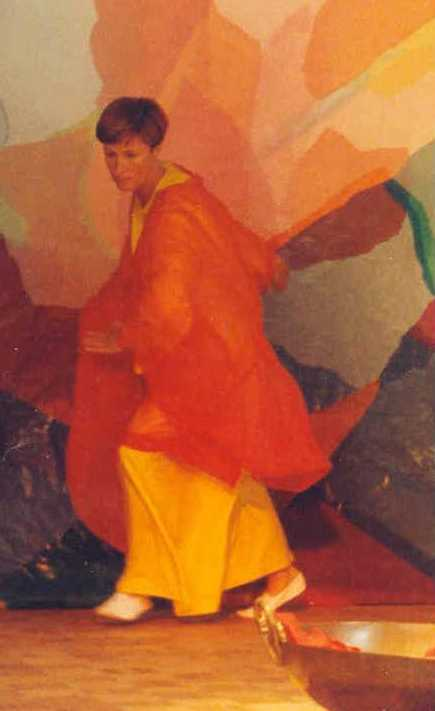
Eurytmist under ett uppförande

Eurytmi är en rörelsekonst som utövas och lärs ut inom Waldorfpedagogiken och annorstädes inom den antroposofiska rörelsen. Eurytmin har tre huvudgrenar: en alternativmedicinsk terapeutisk förgrening, den så kallade läkeeurytmin (se nedan), en pedagogisk tillämpning praktiserad i waldorfskolorna och slutligen den huvudsakliga tillämpningen som scenkonst.

## Eurytmi som scenkonst
Som scenkonst delar eurytmin upp sig i två distinkta discipliner: ljudeurytmi och toneurytmi. Ljudeurytmin åskådliggör talad poesi tillsammans med en talgestaltare (recitatör eller koriskt tal); toneurytmin åskådliggör allt från enkla musikstycken och kammarmusik till symfonier, både av klassiska och av moderna kompositörer, tillsammans med levande musik. Framföranden tillsammans med inspelade ljud förekommer knappast, då dynamiken och samspelet mellan ljudkonstnärer och rörelsekonstnärer är en central del av eurytmins konstnärliga nerv. Däremot används i regel finkänsligt skött strålkastarbelysning i skiftande, ofta överraskande starka färger.

## Pedagogisk eurytmi
Den pedagogiska eurytmin följer barnets sensomotoriska och psykologiska utveckling genom waldorfpedagogikens tolvåriga läroplan, dvs. från barnets tandömsning till artonårsåldern. Det finns även pedagogisk eurytmi för yngre barn samt en speciell form av friskvårdseurytmi utvecklad för vuxna i arbetslivet, så kallad hygienisk eurytmi. Denna form av eurytmi började utvecklas i Holland under 1970-talet men har nu spridits till näringslivet i övriga västerlandet.

## Läkeeurytmi
Den alternativmedicinska terapeutiska eurytmin, läkeeurytmin, grundar sig på en alternativmedicinskt synsätt och inbegriper både organisk och psykiatrisk ansats ur ett antroposofiskt synsätt. Man kan därför ordineras läkeeurytmiska rörelseövningar både mot fysiska och mot rent psykiska olägenheter. Ett omfattande medicinskt dokumentationsarbete med fokus på läkeeurytmins verkningar bedrivs framför allt på det antroposofiska sjukhuset i Herdecke i Tyskland i samarbete med ett privat universitetet i Witten. Under de senaste åren publicerades studier som granskar verkningar av läkeeurytmin i olika kontext.

## Historia
Eurytmin har sitt ursprung i antroposofin som grundades av Rudolf Steiner, som personligen gav de första anvisningarna 1912, till den då 17-åriga Lori Meyer-Smits som ville arbeta med en ny rörelsekonst i Isadora Duncans anda. Rudolf Steiners energiska medarbeterska Marie von Sivers (senare Marie Steiner), själv utbildad scenkonstnärinna, tog så småningom helt över ansvaret för eurytmins utveckling och gav den en färg av den då tidstypiska, hellenistiska romantik som kommit att prägla dess dräkter. I eurytmin är det inte den fysiska kroppens form och muskelarbete som kräver störst träningsinsats, men däremot den empatiska inlevelse i ljud och klang för sen att själv skapa gester som ligger till grund för dansen. Eurytmin som scenkonst uppstod i samma decennium som Duncans fridans och även Rudolf Labans dansimpuls. Samtidigt och parallellt grundades Loheland-gymnastiken av Louise Langgaard och Hedwig von Rohden, den senare även mycket aktiv i eurytmins utveckling.
Rudolf Steiner hämtade inspiration från det gamla Grekland, bland annat dionysiska tempeldanser. Eurytmin utgjorde en förnyelse av danskonsten som den var i början av 1900-talet; en impuls till att förena det universella och det personliga och därigenom skapa en upplevelse av människans samhörighet med elementen och kosmos i rörelse och koreografi. 
Episk såväl som lyrisk diktning gestaltas gärna av eurytmiensembler världen över och sedan slutet av 80-talet har även en mer avantgardistisk och experimentell sida av eurytmin uppmärksammats. I den avantgardistiska eurytmin ser man t.ex. inte sällan iscensättningar av Arvo Pärts musikaliska kompositioner.
Eurytmins formspråk är en vidareutveckling av människans spontana gester och uttryck och kräver ingen extrem töjning eller träning av specifika muskelgrupper. Däremot kräver den en intensiv, flerårig skolning av den emotionella uttrycksförmågan och en systematiskt stegrad lyhördhet inför musikens poetiska, och poesins musikaliska, sida såväl som fördjupade studier i anatomi, konsthistoria och antroposofisk människokunskap. På Rudolf Steinerhögskolan i Järna finns sedan 1973 en fyraårig grundutbildning i eurytmi med ett femte påbyggnadsår för att fullborda ett Integrated Master's Programme i samarbete med University of Plymouth’s Faculty of Education in the UK. 
På det antroposofiskt inriktade sjukhuset Vidarkliniken i Ytterjärna tillämpas läkeeurytmin på så gott som samtliga patienter i samråd med legitimerade och därtill antroposofiskt specialutbildade läkare